# 一遍
一遍（いっぺん、英語:  IPPEN）は、鎌倉時代中期の僧侶。時宗の開祖。全国各地で賦算（ふさん）と呼ばれる「念仏札」を渡し、踊りながら南無阿弥陀仏（念仏）と唱える「踊り念仏」を行った。徹底的に自身の所有物を捨てたことで「捨聖（すてひじり）」とも呼ばれた。
一遍は、承久3年（1221年）の承久の乱により没落した伊予国（愛媛県松山市）の豪族の河野家の次男として延応元年（1239年）に生まれる。宝治2年（1248年）に10歳より仏門に入り、建長3年（1251年）からは太宰府の聖達上人の元で、浄土教を学んだ。弘長2年（1262年）に父の訃報を受けると、一度故郷に帰り、半僧半俗の生活を続けていたが、文永8年（1271年）に33歳で再出家し、文永11年（1274年）より全ての財産を捨て一族とも別れ 16年間の遊行の旅に出る。
熊野本宮大社に着いた時、夢の中に白髪の山伏の姿をした熊野権現（阿弥陀如来）が現れ、「一切衆生の往生は、阿弥陀仏によってすでに決定されているので、あなたは信不信を選ばず、浄不浄を嫌わず、その札を配らなければなりません。」とのお告げを受けて歓喜し、この時から一遍と称し、念仏札の文字に「決定（けつじょう）往生／六十万人」と追加し、諸国遊行を続けた。
弘安2年（1279年）からは、信濃国佐久郡（長野県佐久市）で一遍が尊敬してやまない平安時代の僧侶空也が始めた輪になって念仏をとなえながら踊る、踊り念仏を始めた。
一遍は、学問や理論ではなく、「念仏をとなえて極楽浄土へ往生する」という仏教的実践、つまり余計な考えは捨て、南無阿弥陀仏と声を出してとなえることを人々に勧めた。
「一切衆生の往生は、阿弥陀仏によってすでに決定されており、仏教を信じれば、極楽浄土へ行ける喜びが踊りや歓喜となって現れるだろう」という考え方で、日蓮宗が唱える「南無妙法蓮華経」でも「南無阿弥陀仏」と同じ功徳があるとも言っており、非常に柔軟性に富んだ考えだった。
一遍は、著書を残すこともなく、信徒を組織化して教団を作ることもしなかったが、弟子の他阿弥陀仏が時宗の教団化を行うことで再興した。一遍は念仏札を25万人以上に配ったと言われている。
「一遍」は房号であり、法諱は「智真」。一は一如、遍は遍満、一遍とは「一にして、しかも遍く（あまねく）」の義であり、智は「悟りの智慧」、真は「御仏が示す真（まこと）」を表す。「一遍上人」、「遊行上人（ゆぎょうしょうにん）」、「捨聖（すてひじり）」と尊称される。諡号は「円照大師」（明治19年（1886年）8月、近代における私諡号）、「証誠大師」（昭和15年（1940年）3月23日宣下）。俗名は河野時氏とも、通秀 とも、通尚 ともいうが、定かでない。

## 略歴
延応元年（1239年）、伊予国（ほぼ現在の愛媛県）久米郡の豪族、河野通広（出家して如仏）の第2子として生まれる。幼名は松寿丸。生まれたのは愛媛県松山市道後温泉の奥谷である宝厳寺の一角といわれ、元弘4年（1334年）に同族得能通綱によって「一遍上人御誕生舊跡」の石碑が建てられている。有力御家人であった本家の河野氏は、承久3年（1221年）の承久の乱で京方について敗れ、祖父の河野通信が陸奥国江刺郡稲瀬（岩手県北上市）に、伯父の河野通政が信濃国伊那郡羽広（長野県伊那市）に、伯父の河野通末が信濃国佐久郡伴野（長野県佐久市）にそれぞれ配流されるなどして没落、ひとり幕府方にとどまった通信の子、河野通久の一党のみが残り、一遍が生まれたころにはかつての勢いを失っていた。
10歳のとき母が死ぬと父の勧めで天台宗継教寺で出家、法名は随縁。
建長3年（1251年）、13歳になると大宰府に移り、法然の孫弟子に当たる聖達の下で10年以上にわたり浄土宗西山義を学ぶ。聖達は、随縁に浄土教の基礎的学問を学ばせるため、肥前国清水にいた華台のもとへ最初の1年間派遣し、華台は法名を智真と改めさせた。「法事讃」（巻下）に「極楽無為涅槃界は、随縁の雑善をもってはおそらく生じ難し」とあり、念仏以外の善は雑善（少善根）であり、往生できない根源の雑善である随縁を名とするのは好ましくないとの判断であった。建長4年（1252年）から弘長3年（1263年）まで、聖達のもとで修学。

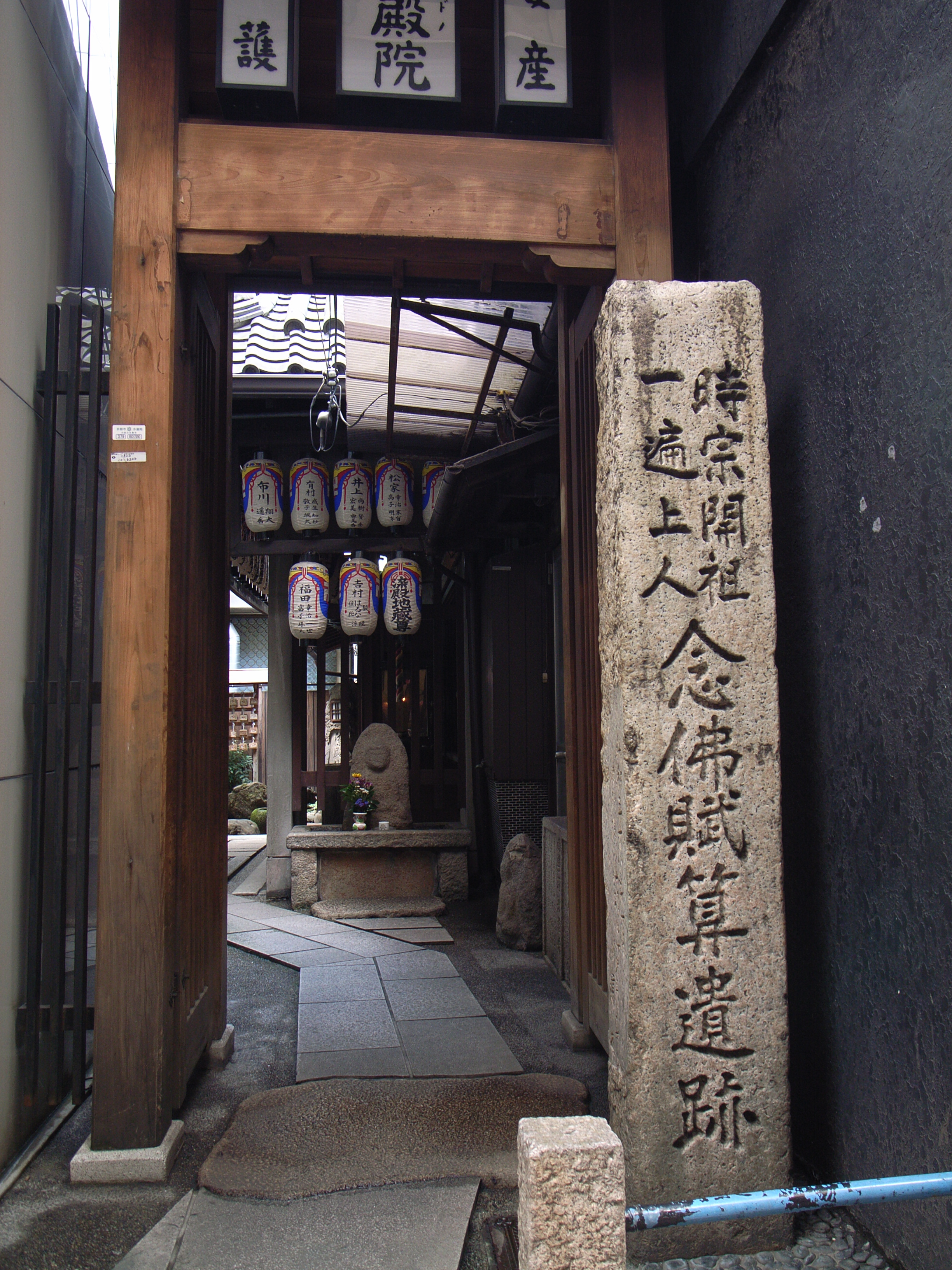
戦国時代に陣を張った「四条道場」跡の念仏賦算遺跡
（京都・新京極四条上ルの染殿院門前）

弘長3年（1263年）、25歳の時に父の死（5月24日）をきっかけに還俗して伊予に帰るが、一族の所領争いなどが原因で、文永8年（1271年）に32歳で再び出家、信濃の善光寺や伊予の窪寺・岩屋寺で修行。窪寺では十一不二 の偈を感得する。文永11年（1274年）2月8日に遊行を開始し、四天王寺（摂津国）、高野山（紀伊国）など各地を転々としながら修行に励み、六字名号を記した念仏札を配り始める。紀伊で、とある僧から己の不信心を理由に念仏札の受け取りを拒否され、大いに悩むが、参籠した熊野本宮で、阿弥陀如来の垂迹身とされる熊野権現から、衆生済度のため「信不信をえらばず、浄不浄をきらはず、その札をくばるべし」との夢告を受ける。この時から一遍と称し、念仏札の文字に「決定（けつじょう）往生／六十万人」と追加した。これをのちに神勅相承として、時宗開宗のときとする。建治2年（1276年）には九州各地を念仏勧進し、鹿児島神宮で神詠「とことはに南無阿弥陀仏ととなふれば　なもあみだぶに生まれこそすれ（常に南無阿弥陀仏と念仏すれば、弥陀と一体になり浄土に生まれることができる）」を拝し、建治3年（1277年）に豊後国大野荘で他阿に会うなどして入門者を増やし、彼らを時衆として引き連れるようになる。
さらに各地を行脚し、弘安2年（1279年）には伯父の通末が配流された信濃国伴野荘を訪れた時に踊り念仏を始めた。踊り念仏は尊敬してやまない市聖空也に倣ったものといい、沙弥教信にも傾倒していた。弘安3年（1280年）に陸奥国稲瀬にある祖父の通信の墓に参り、その後、松島や平泉、常陸国や武蔵国を経巡る。
弘安5年（1282年）には鎌倉入りを図るも拒絶される。弘安7年（1284年）に上洛し、四条京極の釈迦堂（染殿院）に入り、都の各地で踊り念仏を行なう。弘安9年（1286年）、四天王寺を訪れ、聖徳太子廟や當麻寺、石清水八幡宮を参詣する。弘安10年（1287年）は圓教寺を経て播磨国を行脚し、さらに西行して厳島神社にも参詣する。文永11年（1274年）以来14年の遊行を経て、正応元年（1288年）には瀬戸内海を越えて故郷伊予に戻り、菅生の岩屋へ巡礼、繁多寺に3日間参籠して浄土三部経を奉納、12月16日一遍一行は3艘の船に分乗して今治の別宮大山祇神社付近から大三島へ渡海、河野氏の氏神である大山祇神社に3日間参籠後、今治に戻る。
正応2年（1289年）1月下旬に大山祇神社の供僧長観（1月24日）、地頭代の平忠康（27日）など複数の大山祇神社関係者に一遍を招待すべしとの夢告があり、2月5日大山祇神社の社人が招請のため二十余艘の船団で別宮へ渡海、招かれた一遍一行は2月6日再度大山祇神社参詣、2月9日大山祇神社の桜会（さくらえ）に参列して魚鳥の生贄を止めるよう懇請、その後で善通寺、曼荼羅寺を巡礼、6月1日阿波の大鳥の里の川辺で発病、7月初めに淡路に渡り大和大国魂神社、次いで志筑神社に詣でて結縁した後、7月18日明石に渡り、死地を求めて教信の墓のある播磨印南野（兵庫県加古川市）教信寺を再訪する途中、享年51歳（満50歳没）で摂津兵庫津の観音堂（後の真光寺）で旧暦8月23日午前7時ごろ 没し、15年半の遊行を終えた。死因は過酷な遊行による過労、栄養失調と考えられる。

## 思想と評価
一遍は時衆を率いて遊行（ゆぎょう）を続け、民衆（下人や非人も含む）を踊り念仏と賦算（ふさん）とで極楽浄土へと導いた。その教理は他力による「十一不二」に代表され、平生をつねに臨終の時と心得て、念仏する臨命終時衆である。踊り念仏に関して、一遍は「念仏が阿弥陀の教えと聞くだけで踊りたくなるうれしさなのだ」と説いた。
阿弥陀仏以外の地蔵菩薩や薬師如来などを信ずることは雑修とする立場であったが、「聖絵」によれば一遍は14の神社に参詣して結縁した。一遍の神祇観は「専ら神明の威を仰ぎて、本地の徳を軽んずることなかれ」との言に代表され、神明すなわち日本の神をあがめ、神の本地である仏の徳を拝することは専修念仏の妨げとはならないというものであり、熊野権現の神託や鹿児島神宮（大隅正八幡宮）での神詠も受け入れた。
浄土教の深奥をきわめたと柳宗悦に高く評せられるが、当人は観念的な思惟よりも、ひたすら六字の念仏を称える実践に価値を置いた。念仏を唱えれば阿弥陀仏の本願により往生可能であり、一遍が関わる人のみならず、ひとりでも多くの人が往生できるように（一切衆生決定往生）との願いを込めた安心の六八の弘誓（ぐぜい）「南無阿弥陀仏　決定往生六十万人」を賦算した。「六十万人」とは一遍作の頌「六字名号一遍法　十界依正一遍躰　万行離念一遍証　人中上上妙好華」の最初の文字を集めたものであり、一切衆生の名であり、まず60万人の衆生に賦算し、しかる後にさらなる60万人に賦算を繰り返すということであり、一遍製作の算を受け取り勧進帳に記名した入信者数は250万人に達したという。大橋俊雄はこの算を一遍が極楽往生を保証する浄土行きの電車の切符と例えた。
寺院に依存しない一所不住の諸国遊行や、「我が化導 は一期ばかりぞ」との信条を貫き、入寂の13日前の正応2年8月10日の朝に所持していた書籍のうち少数を書写山の僧に託して奉納した後、手許に残した自著および所持書籍すべてを「阿弥陀経」を読み上げながら自ら焼却し、「一代聖教皆尽きて南無阿弥陀仏に成り果てぬ」と宣言して教学体系を残さなかったという伝記 から、その高潔さに惹かれる現代人は多い。
和歌や和讃によるわかりやすい教化や信不信・浄不浄を問わない念仏勧進は、仏教を庶民のものとする大いなる契機となった。いわゆる鎌倉新仏教の祖師の中で、唯一比叡山で修学した経験のない人物であり（『一遍上人年譜略』の記述は後世のものと考えられる。「西の叡山」書写山には登っている）、官僧ではなく私度僧から聖（ひじり）に至る民間宗教者の系統に属することが指摘できる。
一遍の踊念仏は他の修行者の遊行とは違い、見世物興業に近い。人の集まる地域に「踊り屋」という一段高いステージを設け、男女の踊り手（一遍の同行者は20から40人おり、ほぼ半数は尼僧だった）が輪になって歌い踊り、やがて観客を巻き込んで法悦に至る趣向だった。その過激な狂乱状態は保守的な人々からは反発を受けた。例えば六条有房の『野守鏡』では、法悦状態で服を脱ぎ罵詈雑言を叫ぶ踊念仏の見苦しさに対する強烈な批判が述べられている。

### 有名な法語、和歌
| 旅ころも 木の根 かやの根いづくにか 身の捨られぬ処あるべき（時宗宗歌となっている） |

| 身を観ずれば水の泡 消ぬる後は人もなし 命を思へば月の影 出で入る息にぞ留まらぬ |

| 生ずるは独り、死するも独り、共に住するといえど独り、さすれば、共にはつるなき故なり |

| 夫れ、念佛の行者用心のこと、示すべき由承り候。南無阿彌陀佛と申す外さらに用心もなく、此外に又示すべき安心もなし。諸々の智者達の樣々に立てをかるる法要どもの侍るも、皆誘惑に對したる假初の要文なり。されば念佛の行者は、かやうの事をも打ち捨てて念佛すべし。むかし、空也上人へ、ある人、念佛はいかが申すべきやと問ひければ、「捨ててこそ」とばかりにて、なにとも仰せられずと、西行法師の「撰集抄」に載せられたり。是れ誠に金言なり。念佛の行者は智慧をも愚癡をも捨て、善惡の境界をも捨て、貴賤高下の道理をも捨て、地獄をおそるる心をも捨て、極樂を願ふ心をも捨て、又諸宗の悟をも捨て、一切の事を捨てて申す念佛こそ、彌陀超世の本願に尤もかなひ候へ。かやうに打ちあげ打ちあげ唱ふれば、佛もなく我もなく、まして此内に兎角の道理もなし。善惡の境界、皆淨土なり。外に求むべからず。厭ふべからず。よろづ生きとし生けるもの、山河草木、吹く風、立つ浪の音までも、念佛ならずといふことなし。人ばかり超世の願に預るにあらず。またかくの如く愚老が申す事も意得にくく候はば、意得にくきにまかせて、愚老が申す事をも打ち捨て、何ともかともあてがひはからずして、本願に任せて念佛し給ふべし。念佛は安心して申すも、安心せずして申すも、他力超世の本願にたがふ事なし。彌陀の本願には缺けたる事もなく、餘れる事もなし。此外にさのみ何事をか用心して申すべき。ただ愚なる者の心に立ちかへりて念佛し給ふべし。南無阿彌陀佛。 |

| 世の人おもへらく、自力他力を分別してわが体をもたせて、われ他力にすがり往生すべしと、云々。この義しからず。自力他力は初門のことなり。自他の位を打ち捨てて唯一念仏になるを他力とはいふなり。 |

## 時宗教団の成立
門弟には、『一遍聖絵』を遺した異母弟ともいう聖戒や2歳年上の他阿（真教）らがいる。現在の時宗教団は一遍を宗祖とするが、宗として正式に成立したのは江戸幕府の政策による。一遍には開宗の意図はなかったし、八宗体制下でそれが認められるはずもなかった。近世期には、本来は別系統であったと考えられる一向俊聖や国阿らの法系が吸収されており、空也を仰ぐ寺院が時宗とみなされていた例もある。制度的な面からみれば、時宗の実質的開祖は他阿真教ということもできる。一遍の死後、自然解散した時宗を他阿が再編成したのが起源である。

## ゆかりの文化財

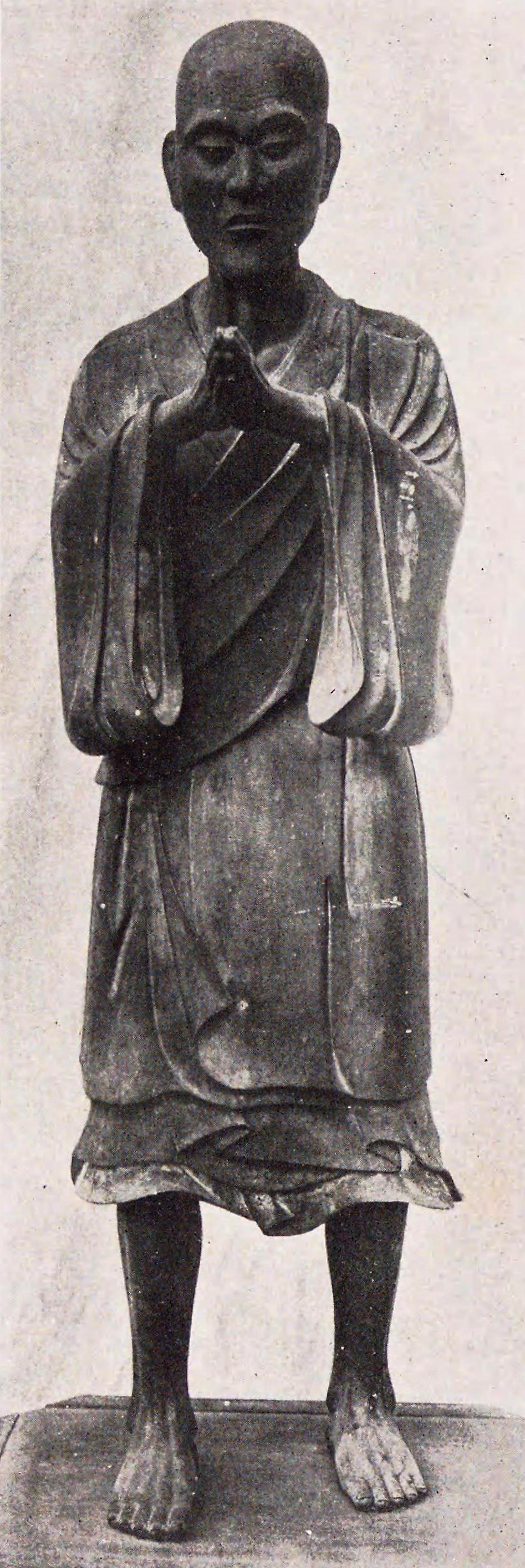
宝厳寺が所蔵していた木造一遍上人立像（2013年8月10日の火災で焼失）。

その生涯は国宝『一遍聖絵』（一遍上人絵伝）があますところなく伝える。『遊行上人縁起絵』（宗俊撰述、別名：一遍上人絵詞伝、一遍上人縁起絵）は、他阿が描かせたものである。『一遍上人語録』は、江戸期に編纂された。当麻無量光寺（神奈川県相模原市）、東山長楽寺（京都市東山区）に木造立像がある（宝厳寺も木造一遍上人立像（重要文化財）を所蔵していたが2013年8月10日の本堂火災で焼失）。廟所は真光寺にあり、律宗の影響が指摘される巨大な五輪塔である。阪神・淡路大震災により倒壊し、中から骨灰が現れたことで、実際の埋納が確認された。無量光寺にもそれを分骨したと伝えられる墓塔があるが、信者により削り取られ、原形を留めない。
一遍の笈（おい）は3個が現存するとされ、群馬県安中市の聞名寺が所蔵する1つが群馬県指定重要文化財となっている。
また手許の経典の一部は死の13日前に書写山の僧に預けた。一説には、それが近世に書写山側から遊行上人に託され、現在清浄光寺に眠るともいわれるが、真偽のほどは明らかとなっていない。
なお、長野県佐久市の「跡部の踊り念仏」は、一遍上人ゆかりの古い姿を伝えているとして、国の重要無形民俗文化財に指定されている。また佐久市にある時宗の金台寺所蔵の「紙本著色一遍上人絵伝 巻二」と「紙本墨書他阿上人自筆仮名消息」は国の重要文化財。同寺の鎌倉時代の梵鐘は一遍上人ゆかりの品とされ佐久市有形文化財。

## 諱について
一遍の諱は時氏と主に言われているが、時氏の兄・通秀や、通秀か時氏の系譜的位置で通尚とも言われている。

### 関連文献
- 『一遍上人語録　付播州法語集』（大橋俊雄校注、岩波文庫、1985年）
  - 元版『法然・一遍 日本思想大系10』（岩波書店、1971年）
- 柳宗悦『南無阿弥陀仏』（岩波文庫、1986年）
- 金井清光・梅谷繁樹『一遍語録を読む』（法藏館、1984年。法蔵館文庫、2022年）
- 梅谷繁樹『捨聖・一遍上人』（講談社現代新書、1995年）
- 大橋俊雄『一遍聖』（講談社学術文庫、2001年）
- 竹村牧男『親鸞と一遍　日本浄土教とは何か』（法藏館、1999年。講談社学術文庫、2017年）
- 今井雅晴『捨聖 一遍』（吉川弘文館〈歴史文化ライブラリー〉、1999年）